# Julius Meyer-Siebert
Julius Meyer-Siebert (geboren am 6. Juli 2000 in Bayreuth) ist ein deutscher Handballspieler. Er wird auf der Position Rückraum links eingesetzt.

## Vereinskarriere
Julius Meyer-Siebert spielte von 2006 bis 2017 bei HaSpo Bayreuth. Von dort wechselte er 2017 zum Verein SC DHfK Leipzig. In Leipzig gehörte er zunächst zur Handball-Akademie, wurde dann ab der Spielzeit 2018/2019 auch in der ersten Mannschaft, die in der Bundesliga spielt, eingesetzt. Für die Leipziger erzielte er in der Bundesliga in 38 Einsätzen 27 Tore. Ab dem 4. Oktober 2021 spielte er im Rahmen einer auf den 31. Dezember 2021 befristeten Ausleihe bei der SG Flensburg-Handewitt. Für die Norddeutschen spielte er ebenfalls in der Bundesliga sowie im DHB-Pokal. Seit Januar 2022 ist Meyer-Siebert für anderthalb Jahre an den Zweitligisten TSG Friesenheim ausgeliehen. In der Saison 2023/24 spielte Meyer-Siebert fest bei den Eulen Ludwigshafen, sein Vertrag in Leipzig pausierte in diesem Jahr. Im Sommer 2024 wechselte er zum ASV Hamm-Westfalen. Ein Jahr später schloss er sich dem Zweitligisten TuS Ferndorf an.

## Auswahlmannschaften
Der 2,06 Meter große Spieler stand im Aufgebot der Nachwuchsmannschaften des Deutschen Handballbunds. Er erreichte mit dem deutschen Team den zweiten Platz bei der U-19-Weltmeisterschaft 2019.